# Ананян, Жирайр Грайрович
Жирайр Грайрович Ананян (арм. Ժիրայր Հրայրի Անանյան (Տեր-Անանյան)) 14 июля 1934, Берд — 24 апреля 2004, Ереван) ― советский и армянский драматург,  автор комедийного спектакля «Такси, такси», ставшего одним из самых популярных в Армении с 1970-х годов. За один сезон этот спектакль был поставлен в советских театрах более 100 раз.

## Биография

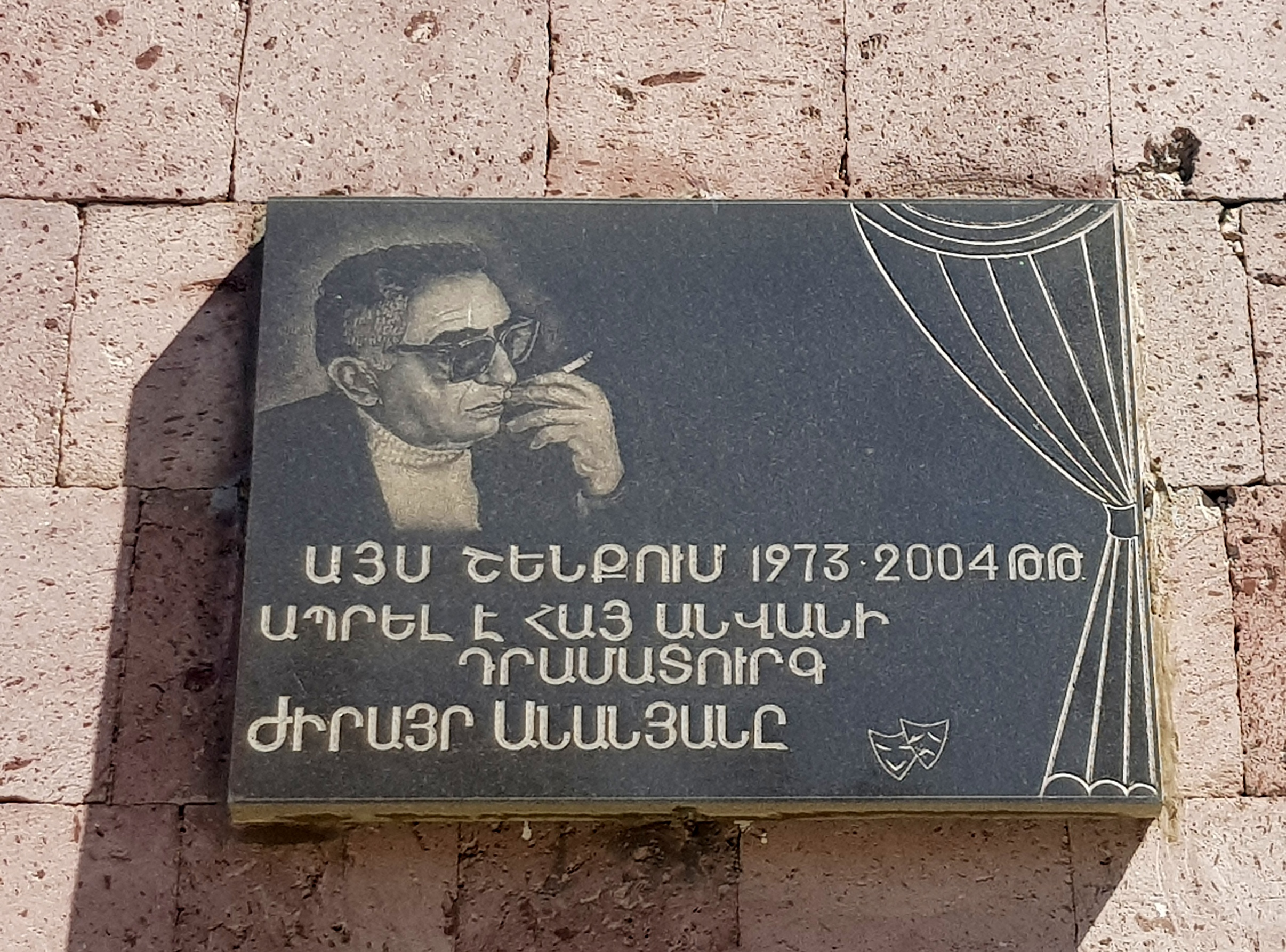
Мемориальная доска Жирайру Ананяну в Ереване

Жирайр Ананян родился 14 июля 1934 года в городе Берд, Шамшадинский район, Армянская ССР.
Ананян учился в ереванской школе имени Микаела Налбандяна. В 1958 году окончил историко-филологический факультет Ереванского государственного педагогического университета.
С 1959 по 1980 год работал в Государственном комитете телевидения и радио Армении. Первая пьеса Ананяна «За диплом» была поставлена в 1956 году. Были поставлены пьесы «Андзанот амусниннер», «Карусель», «Трчог апсейтс иджатс марде», «Браво» и другие.
В Ереванском театре имени Сундукяна и в Паронянском театре также ставились его комедии (в том числе «Такси, такси» с Карпом Хачванкяном в роли Князя и Светланой Григорян в роли Розы).
Ананян является одним из самых популярных армянских драматургов, пьесы которого были переведены на многие языки мира и поставлены в разных странах, в том числе в США, Иране, Ливане и др.
В 1980 году принят в Союз писателей СССР. В 2002 году награжден Всеармянской премией "Ваагн".
Жирайр Ананян умер 24 апреля 2004 года в Ереване.

## Сочинения
- Такси, такси (спектакли), Ереван, 1987 год
- Человек из летающего источника, Ереван, 1991 год